# ݓ
Tāʾ trois points souscrits vers le haut ‹ ݓ › est une lettre additionnelle de l’alphabet arabe proposée durant des ateliers organisés par l’Isesco dans les années 1980. Elle est composée d’un tāʾ ‹ ت › diacrité de trois points souscrits en triangle pointant vers le haut.

## Utilisation
Cette lettre a été proposée, durant des ateliers organisés par l’Isesco dans les années 1980, pour transcrire une consonne affriquée palato-alvéolaire sourde /tʃ/ dans l’écriture du haoussa, transcrite avec un c ‹ c › dans l’alphabet latin. Elle est traditionnellement transcrite thā thā ‹ ث › en haoussa.